# Religión en Canarias
| Religión en Canarias | Religión en Canarias | Religión en Canarias | Religión en Canarias | Religión en Canarias |
| -------------------- | -------------------- | -------------------- | -------------------- | -------------------- |
| Religión             | Religión             |                      | Porcentaje           | Porcentaje           |
| Catolicismo          | Catolicismo          |                      | 84 %                 | 84 %                 |
| No creyentes         | No creyentes         |                      | 7.8 %                | 7.8 %                |
| Ateos                | Ateos                |                      | 4.5 %                | 4.5 %                |
| Otras religiones     | Otras religiones     |                      | 1.7 %                | 1.7 %                |

Al igual que sucede en el resto de España, la religión mayoritaria en las Islas Canarias es la Iglesia católica. La religión católica ha sido mayoritaria desde la Conquista de Canarias en el siglo XV. Esta religión sustituiría en gran medida a la Religión aborigen canaria por medio de la prohibición de esta última y el sincretismo. Según una encuesta realizada en 2015, Canarias es con el 84,9% de la población, la segunda comunidad autónoma de España con mayor porcentaje de personas que se declaran católicas, tras la Región de Murcia.
En Canarias hay también minorías de otras religiones, tales como el Islam, las Iglesias evangélicas, el Hinduismo, Religiones afroamericanas, Religiones chinas, Budismo, Bahaísmo y el Judaísmo. Destaca también la existencia en el archipiélago de una forma de neopaganismo autóctono, la Iglesia del Pueblo Guanche. Canarias es, en la actualidad, una de las regiones con mayor diversidad religiosa de España y de la Unión Europea.

## Cifras
Según el Barómetro Autonómico del CIS la distribución de creencias en el 2012 era la siguiente:
- 84,9% Católicos
- 7,8% No creyentes
- 4,5% Ateos
- 1,7% Otras religiones

Entre los creyentes el 38,7% acude con frecuencia a oficios religiosos.
Barómetros posteriores han ido reflejando una paulatina disminución del número de católicos, tanto practicantes como no practicantes, así como un aumento del número de ateos. El barómetro realizado en marzo de 2019 ofreció los siguientes porcentajes a la pregunta: "¿Cómo se define Ud. en cuanto a sentimiento religioso?":
- 23,6% Católico/a practicante
- 52,4% Católico/a no practicante
- 2,4% Creyente de otra religión
- 4,6% Agnóstico/a
- 13,6% Ateo/a

El barómetro realizado en mayo de 2019 ofreció los siguientes porcentajes a la pregunta: "¿Cómo se define Ud. en cuanto a sentimiento religioso?":
- 24,3% Católico/a practicante
- 52,3% Católico/a no practicante
- 2,2% Creyente de otra religión
- 6,1% Agnóstico/a
- 11,4% Ateo/a

## Religión aborigen canaria

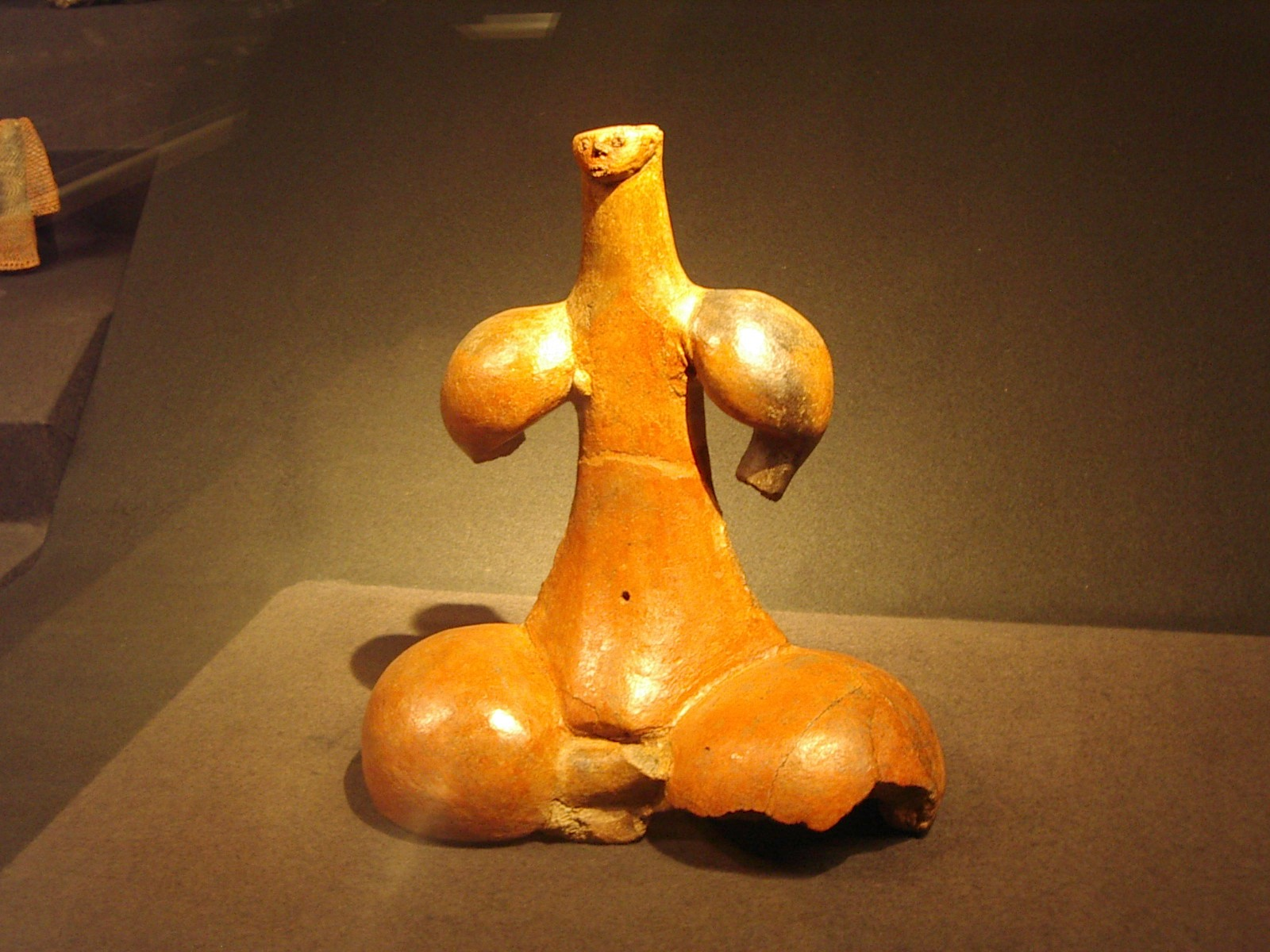
Ídolo de Tara, en El Museo Canario de Las Palmas de Gran Canaria. Posiblemente represente a una divinidad de la fecundidad.

La religión original practicada por los pueblos nativos o aborígenes del archipiélago era una creencia de tipo animista y politeísta, con fuerte presencia de culto astral. 
Dicha religiosidad sacralizaba ciertos lugares fundamentalmente roques y montañas, como el volcán Teide en Tenerife, el Roque de Idafe en La Palma, el Roque Bentayga en Gran Canaria o la montaña de Tindaya en Fuerteventura. También sacralizan a los árboles, entre los que destacan el drago y el pino. Existía un panteón de diferentes dioses y espíritus ancestrales; entre los principales dioses por ejemplo de la isla de Tenerife, se podrían destacar: Achamán (dios del cielo y supremo creador), Chaxiraxi (diosa madre identificada más tarde con la Virgen de Candelaria), Magec (dios del sol) y Guayota (el demonio) entre otros muchos dioses y espíritus ancestrales. También se practicaba el culto a los muertos y la momificación de cadáveres, en este aspecto fue en la isla de Tenerife donde se alcanzó mayor perfección. Cabe destacar también la fabricación de ídolos de barro o piedra.

## Catolicismo
La cristianización de las Islas Canarias está unida al proceso de conquista, aunque la presencia de elementos cristianos en el archipiélago data de al menos, un siglo antes de su incorporación a la corona de Castilla.
La primera noticia que habla de la introducción del cristianismo en las islas data de 1351, ese año el papa Clemente VI crea el Obispado de las Islas de la Fortuna u Obispado de Telde en la isla de Gran Canaria. El Obispado de Telde fue básicamente un proyecto de evangelización de Canarias de misioneros mallorquines y catalanes, que fracasó por las razias piráticas de los europeos que enfurecieron a los aborígenes. Esta situación desembocó en el martirio de trece misioneros eremitas catalanes que fueron arrojados por los aborígenes a la sima de Jinámar en 1393.

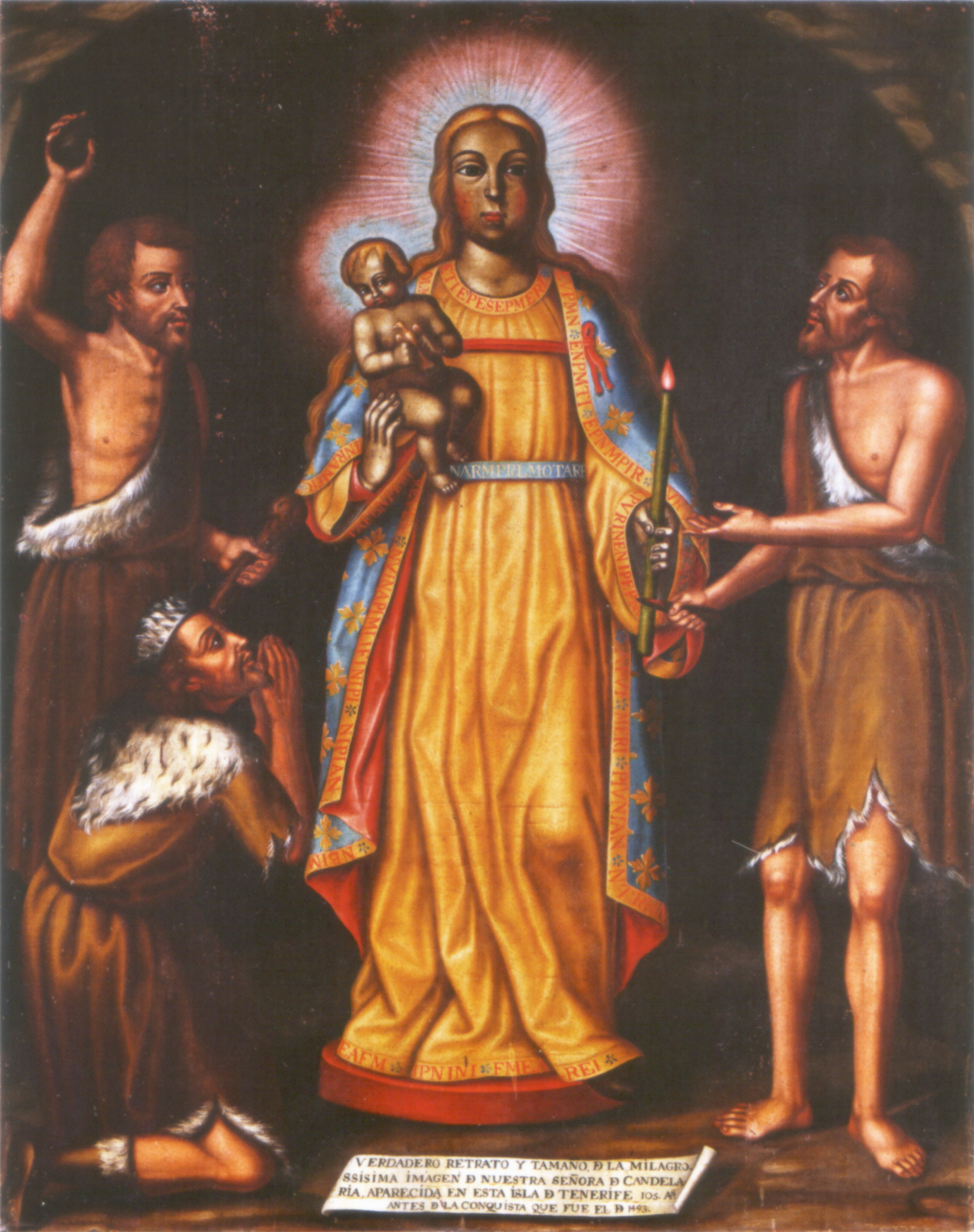
Cuadro del siglo XVIII que representa a la Virgen de Candelaria junto a los dos pastores guanches y el mencey Acaimo de Güímar. La original imagen de esta Virgen fue encontrada por los guanches en las playas de Tenerife, probablemente la habrían llevado allí los misioneros cristianos.

Posteriormente llegaron a la isla de Lanzarote los conquistadores normandos Jean IV de Béthencourt y Gadifer de la Salle. Tras la conquista de la isla en 1402 se estableció una pequeña iglesia o ermita en el Castillo del Rubicón, que luego adquiriría el título de catedral por concesión pontificia, dedicada a San Marcial de Limoges. El antipapa Benedicto XIII lo decide así en una bula expedida el 7 de julio de 1404 cuando crea la diócesis de San Marcial del Rubicón. A partir de entonces, los líderes aborígenes sometidos en las islas de Lanzarote, Fuerteventura, La Gomera y El Hierro serán bautizados, así como sus seguidores.
En 1424 el papa Martín V erigió en Betancuria el emífero Obispado de Fuerteventura, el cual englobó a todas las Islas Canarias excepto la isla de Lanzarote. Este obispado fue abolido apenas siete años después de haber sido creado en 1431.
A mediados del siglo XV hay constancia de la presencia de misioneros cristianos en las islas occidentales de Canarias, pues hacia 1450 se funda en la zona del moderno municipio de Candelaria en Tenerife un eremitorio formado por tres frailes dirigidos por Fray Alfonso de Bolaños, considerado el «Apóstol de Tenerife». Estos religiosos vivían entre los guanches, hablando su lengua y bautizando a muchos de ellos. Esta misión duraría hasta fechas próximas al inicio de la conquista de esta isla. Es en esta época cuando la mayoría de los investigadores sitúan el hallazgo de la imagen de la Virgen de Candelaria por parte de los guanches de Tenerife y la de la Virgen de las Nieves por parte de aborígenes de la isla de La Palma, ambas posiblemente llevadas a estas islas por misioneros mallorquines o catalanes. La Virgen de Candelaria gozaría de una considerable importancia religiosa y cultural en el archipiélago, al punto que ya en 1599 había sido declarada Patrona de Canarias por el papa Clemente VIII, título ratificado en 1867 por Pío IX.
En 1485, tras la conquista de Gran Canaria el papa Inocencio VIII autoriza definitivamente el traslado de la sede diocesana desde San Marcial del Rubicón al Real de Las Palmas. El nombre de la diócesis fue modificado pasando a llamarse diócesis Canariense-Rubicense, haciendo referencia a la isla en donde estaría su sede a partir de ese momento, es decir, Gran Canaria, pero conservando en su nombre su origen, el Rubicón.
A partir de aquí comenzaría la cristianización de las islas de La Palma y Tenerife. La cristianización de Canarias fue rápida y completa. El catolicismo insular a dado dos santos a la Iglesia hasta la actualidad: José de Anchieta (1534-1597) y Pedro de San José Betancur (1626-1667). Ambos, nacidos en la isla de Tenerife, fueron misioneros respectivamente en Brasil y Guatemala.
En el siglo XIX se funda un nuevo obispado en Canarias, la diócesis de San Cristóbal de La Laguna en 1819. Si bien, los orígenes de crear una diócesis con sede en Tenerife tiene su inicio desde poco después de la conquista de Canarias, pues fue el mismo Alonso Fernández de Lugo (conquistador de esta isla) quién en 1513 pidió a la Corte que erigiera una nueva diócesis en la isla de Tenerife. Sin embargo este proyecto siempre contaría con la oposición del obispo grancanario. A partir de este momento, Canarias quedó dividida en dos diócesis: La Canariense-Rubicense que engloba las islas orientales (Gran Canaria, Fuerteventura y Lanzarote) y la de San Cristóbal de La Laguna o Nivariense que engloba las islas occidentales (Tenerife, La Gomera, La Palma y El Hierro).
En Canarias tiene particular importancia algunas devociones religiosas de gran tradición en la historia y la cultura como la Virgen de Candelaria y el Cristo de La Laguna en Tenerife, la Virgen del Pino en Gran Canaria, la Virgen de las Nieves en La Palma, la Virgen de la Peña en Fuerteventura, la Virgen de Guadalupe en La Gomera, la Virgen de los Dolores en Lanzarote y la Virgen de los Reyes en El Hierro. Muchas de las festividades canarias tienen un trasfondo religioso católico, como las romerías y la tradición de las bajadas de algunas imágenes de las patronas insulares veneradas en el archipiélago.

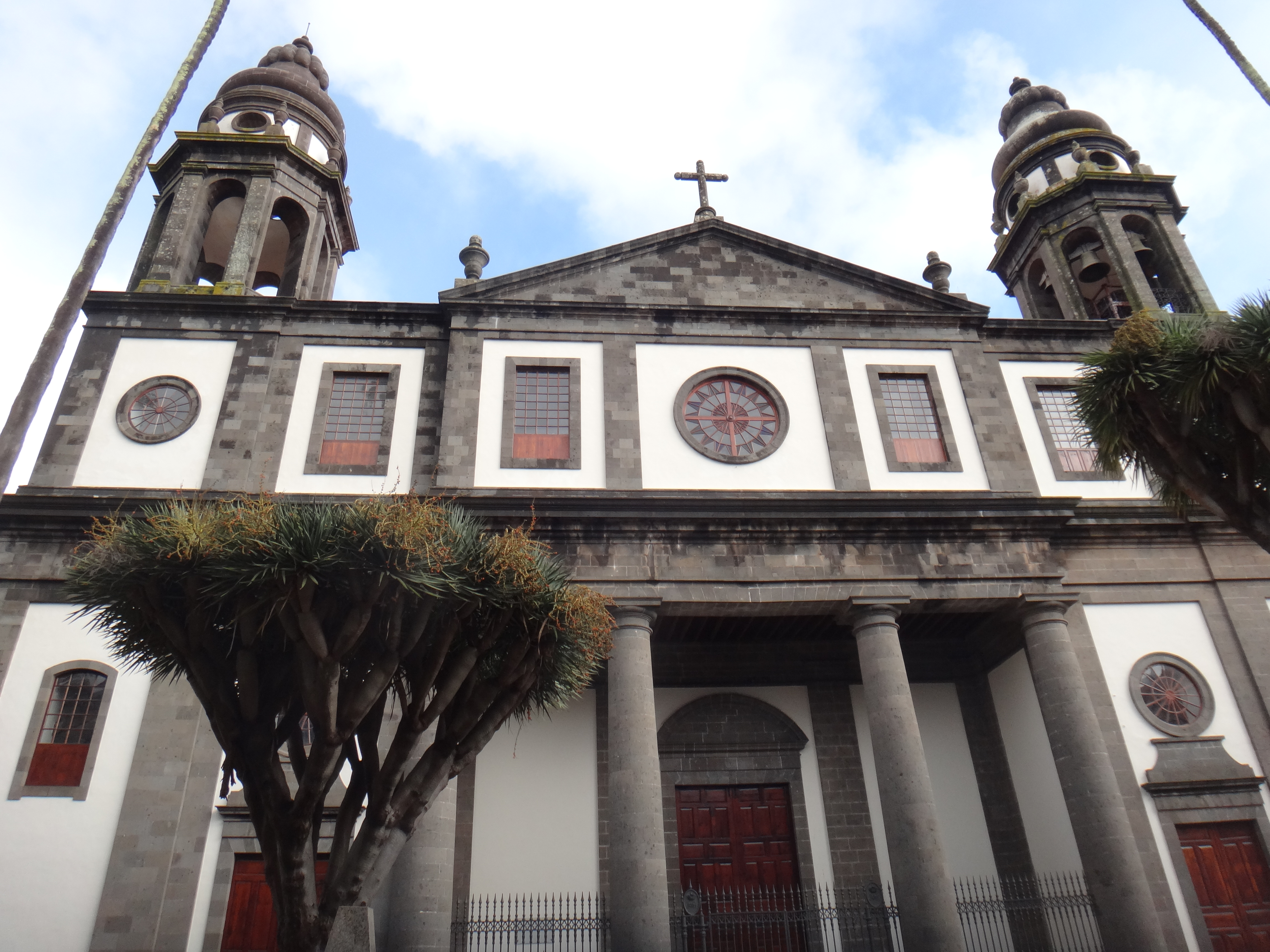
Catedral de San Cristóbal de La Laguna, sede de la Diócesis de San Cristóbal de La Laguna.
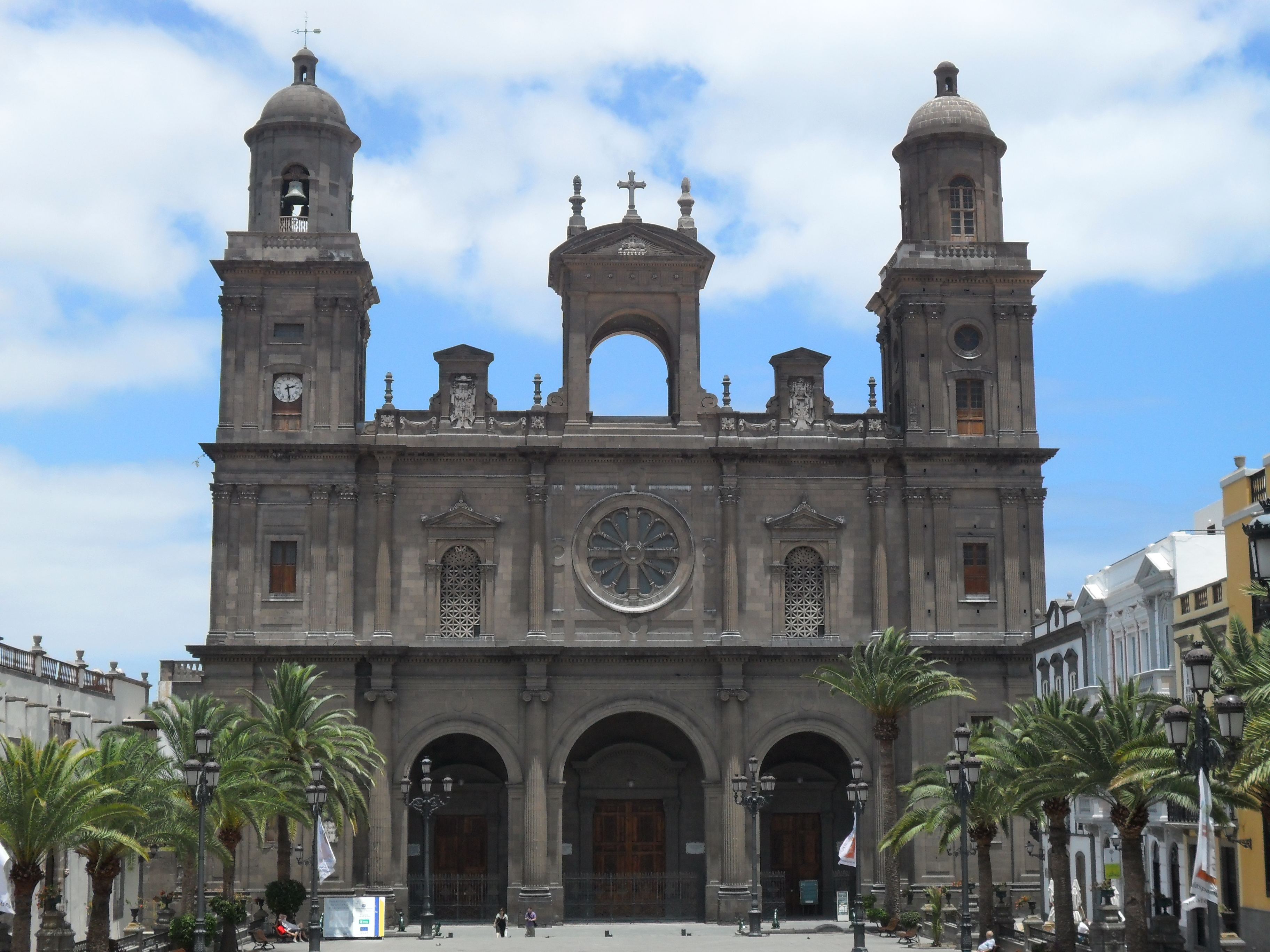
Catedral de Canarias, sede de la Diócesis de Canarias.

## Otras religiones
La situación estratégica del archipiélago en las rutas comerciales y su condición como puente de unión entre Europa, África y América motivaron el establecimiento en las islas de mercaderes y comerciantes marinos de diversas religiones, entre ellas judíos y protestantes.

### Otras confesiones cristianas

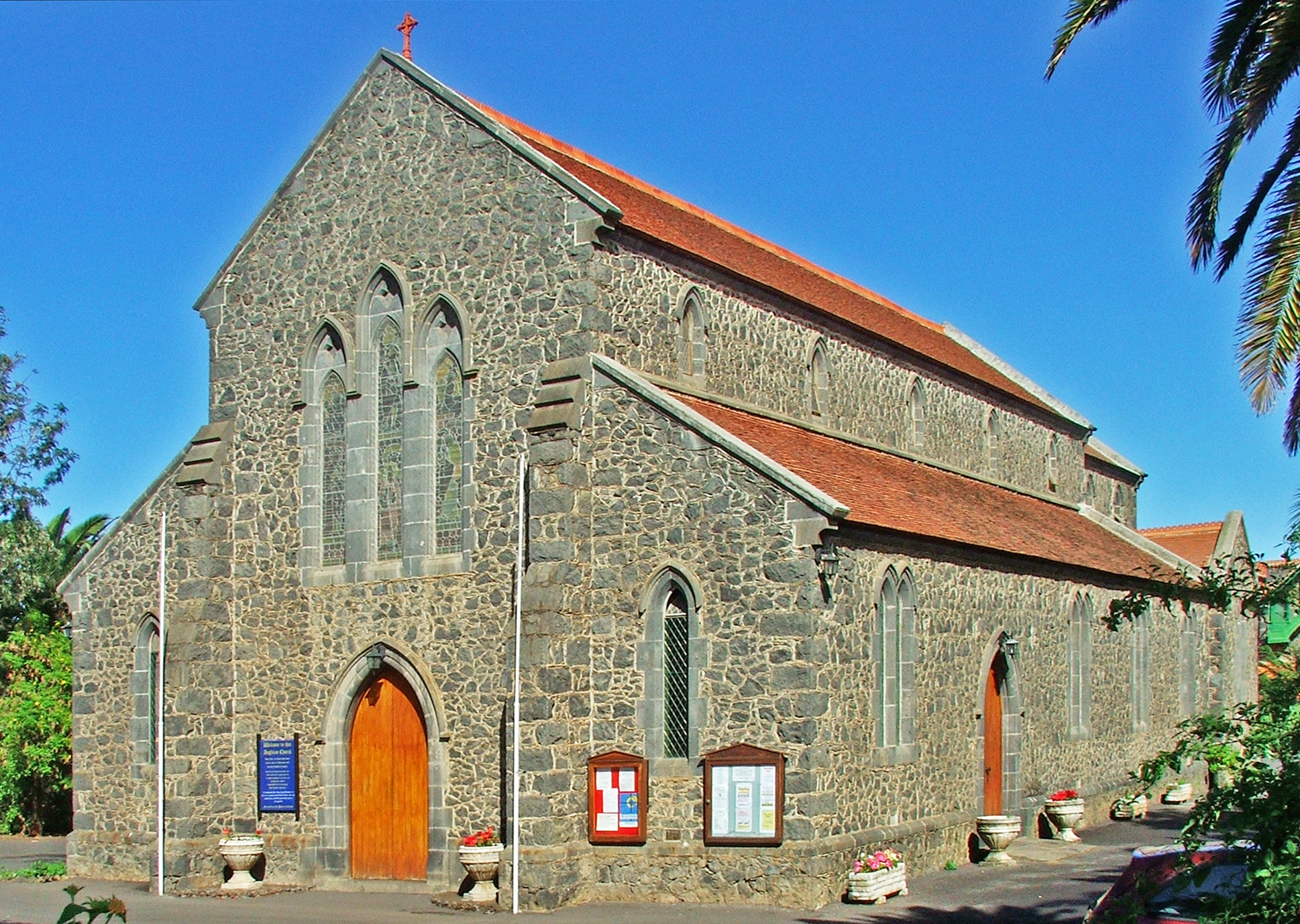
Iglesia de Todos los Santos en Puerto de la Cruz (Tenerife). Fue el primer templo anglicano construido en las Islas Canarias.

La presencia de comunidades anglicanas en el archipiélago se remonta a finales del siglo XVI, aunque será a partir del siglo XIX cuando tomará más auge. Las primeras comunidades anglicanas llegadas a Canarias se establecieron principalmente en las ciudades de Puerto de la Cruz, Santa Cruz de Tenerife, Las Palmas de Gran Canaria y en menor medida en Santa Cruz de La Palma.
En la ciudad de Puerto de la Cruz en el norte de la isla de Tenerife sería construido a finales del siglo XIX el primer templo destinado para el culto anglicano en Canarias, la Iglesia de Todos los Santos. Además, también esta ciudad tiene el cementerio anglicano más antiguo del archipiélago. Posteriormente se construían otros tales como la Capilla Anglicana de Las Palmas de Gran Canaria y la Iglesia de San Jorge en Santa Cruz de Tenerife (hoy templo católico).
En cuanto al Evangelicalismo, la mayoría de las iglesias evangélicas en Canarias llegaron en la segunda mitad del siglo XX. Entre éstas destacan: La Asamblea de Dios, la Iglesia de Dios de Filadelfia, la Iglesia Pentecostal, las Iglesias bautistas, la Iglesia Cuerpo de Cristo, el Ejército de Salvación, etc. El Consejo Evangélico de Canarias es la federación que agrupa a la mayoría de las diversas iglesias evangélicas existentes en el archipiélago. Existen además, iglesias nacionales de los países escandinavos tales como la Iglesia de Suecia, la Iglesia de Noruega, la Iglesia evangélica alemana y la Iglesia evangélica luterana de Finlandia.
La Iglesia ortodoxa también está presente, aunque se trata de la comunidad cristiana que más recientemente se ha establecido en el archipiélago, la mayoría de ellas a principios del siglo XXI. Destacan la Iglesia ortodoxa rusa, la Iglesia ortodoxa rumana y la nueva Iglesia ortodoxa de Canarias, que es una pequeña comunidad dentro de la Iglesia Ortodoxa Española, bajo el Patriarcado de Serbia y en comunión con la Iglesia ortodoxa universal. Su sede se encuentra en el municipio de Puerto de la Cruz en Tenerife.
Existen también pequeñas comunidades de Testigos de Jehová y los pertenecientes a La Iglesia de Jesucristo de los Santos de los Últimos Días. De esta última, en Canarias hay 2.300 miembros. En la isla de Tenerife hay tres centros mormones: en Santa Cruz de Tenerife, Los Cristianos y San Cristóbal de La Laguna, este último es el único en Canarias construido expresamente como tal. En la isla de Gran Canaria hay otros tres centros: en Las Palmas de Gran Canaria, Telde y Vecindario y uno en la isla de Fuerteventura en Puerto del Rosario. También hay otro en la isla de Lanzarote en Arrecife y un pequeño grupo en la isla de La Palma.

### Islam
El Islam es en la actualidad, la segunda religión más practicada del archipiélago tras la católica.
Las comunidades musulmanas se establecen originalmente de manera definitiva en Canarias en Tenerife y Gran Canaria entre los siglos XIX y XX. Posteriormente en Fuerteventura y Lanzarote, y más tarde en La Palma.
En la actualidad, la Federación Islámica de Canarias es la organización religiosa que agrupa a las asociaciones y comunidades de religión islámica del archipiélago canario. Se estima una cifra de en torno a 70.000 musulmanes que viven en Canarias con 40 mezquitas y lugares de culto a lo largo del archipiélago.

### Judaísmo

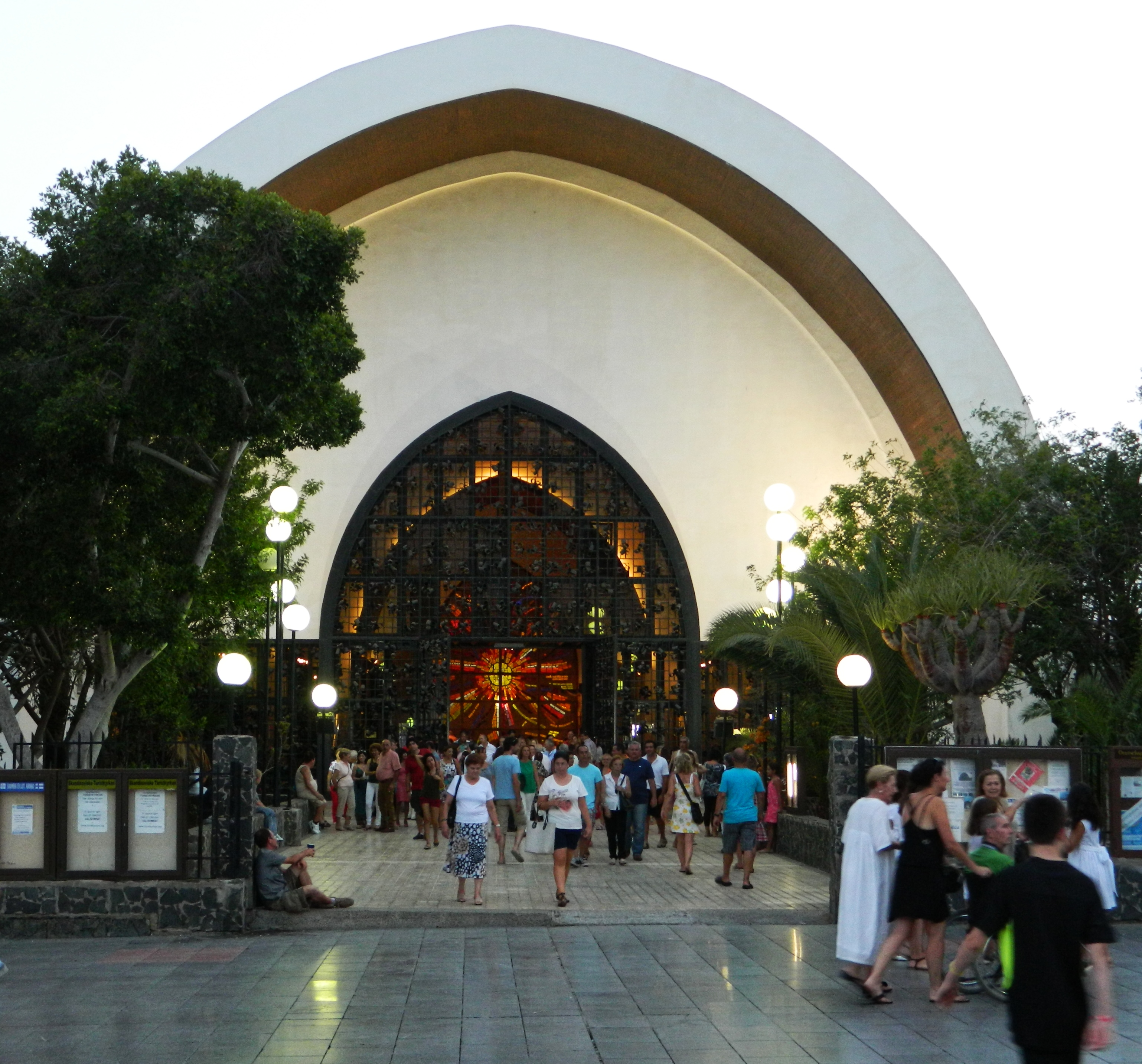
Templo Ecuménico en Playa del Inglés (Gran Canaria).

El Judaísmo llegó a Canarias en el siglo XV con la conquista, de manos de los judíos conversos que se trasladaron desde la Península ibérica y que seguirían practicando su antigua religión, algunos de forma pública hasta su prohibición en 1492 y otros en secreto.
Originalmente, los judíos canarios solían residir principalmente en las islas de Tenerife y La Palma. Se sabe que la madre del futuro santo católico, José de Anchieta misionero en Brasil nacido en San Cristóbal de La Laguna, Tenerife, era descendiente de judíos conversos.
La actual comunidad de origen sefardí en Canarias empezó a afincarse en las islas a mediados del siglo XX.

### Religiones orientales

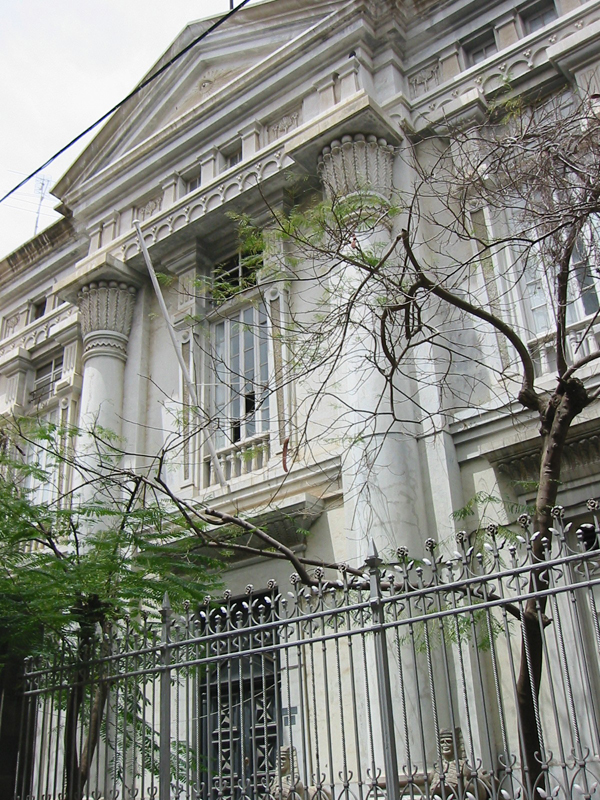
Templo Masónico de Santa Cruz de Tenerife.

Canarias es la región con la más grande comunidad de hinduistas de España, de hecho, en el archipiélago viven casi la mitad de los hindúes del país. El hinduismo llegó a Canarias de manos de los comerciantes indios que se establecieron en las islas desde la década de los 70 del siglo XIX. Estos se concentran inicialmente en torno a los puertos francos de Las Palmas de Gran Canaria y Santa Cruz de Tenerife, para más tarde asentarse en otros lugares de las islas. Tenerife es uno de los pocos lugares de Europa donde se celebra públicamente el Ganesh Chaturthi.
El Budismo se considera una religión relativamente reciente en Canarias, pues comienzan a contabilizarse las primeras comunidades pertenecientes a esta religión en los años 80 del siglo XX. En la actualidad destacan las escuelas tibetanas. En el año 2005 dos conversos budistas canarios fueron reconocidos como maestros de dharma por la institución budista pertinente. Se trata de Francisco Mesa (Denkō Mesa) y Alejandro Torrealba (Acharya Dharmamitra Dhiraji), ambos líderes de centros budistas de Tenerife y Gran Canaria respectivamente.
Existe también presencia de religiones tradicionales chinas entre los inmigrantes de este país dedicados al comercio y fieles pertenecientes a la fe bahá'í.

### Religiones afroamericanas
Debido a la fuerte vinculación existente con países latinoamericanos como Cuba y Venezuela, existe presencia en las islas de prácticas afroamericanas como la Santería, el Vudú, el Candomblé, el Palo Mayombe y el Espiritismo venezolano.

### Otras
La Masonería ha tenido una gran influencia en el desarrollo de la historia del archipiélago sobre todo entre los siglos XIX y principios del XX. El Templo Masónico de Santa Cruz de Tenerife, fue el mayor centro masónico de España antes de que fuera ocupado por los militares del régimen franquista.
Existen otras pequeñas comunidades religiosas calificadas como sectas, tales como, la Iglesia de la Cienciología (de la cual su fundador L. Ron Hubbard visitó varias veces Canarias entre la década de los 60 y los 70 del siglo XX) y la Orden del Templo Solar, entre otras.
Especialmente singular es la Iglesia del Pueblo Guanche, una religión neopagana fundada en 2001 que intenta implementar la religión aborigen canaria como religión étnica en la sociedad canaria actual.